# Équipe d'Uruguay de football à la Copa América 1957
L'équipe d'Uruguay de football à la Copa América 1957 participe à sa 24e Copa América lors de cette édition 1957 qui se tient à Lima au Pérou du 7 mars au 6 avril 1957.

## Résultats

### Classement final
Les sept équipes participantes sont réunies au sein d'une poule unique où chaque formation rencontre une fois ses adversaires. À l'issue des rencontres, l'équipe classée première remporte la compétition.
|   | Équipe    | Pts | J | G | N | P | BP | BC | Diff |
| - | --------- | --- | - | - | - | - | -- | -- | ---- |
| 1 | Argentine | 10  | 6 | 5 | 0 | 1 | 25 | 6  | +19  |
| 2 | Brésil    | 8   | 6 | 4 | 0 | 2 | 23 | 9  | +14  |
| 3 | Uruguay   | 8   | 6 | 4 | 0 | 2 | 15 | 12 | +3   |
| 4 | Pérou     | 8   | 6 | 4 | 0 | 2 | 12 | 9  | +3   |
| 5 | Colombie  | 4   | 6 | 2 | 0 | 4 | 10 | 25 | -15  |
| 6 | Chili     | 3   | 6 | 1 | 1 | 4 | 9  | 17 | -8   |
| 7 | Équateur  | 1   | 6 | 0 | 1 | 5 | 7  | 23 | -16  |

| 7 mars    | Uruguay   | 5 | 2 | Équateur |
| 17 mars   | Colombie  | 1 | 0 | Uruguay  |
| 20 mars   | Argentine | 4 | 0 | Uruguay  |
| 23 mars   | Uruguay   | 5 | 3 | Pérou    |
| 28 mars   | Uruguay   | 3 | 2 | Brésil   |
| 1er avril | Uruguay   | 2 | 0 | Chili    |

### Matchs
| 7 mars 1957 | Uruguay                                       | 5 – 2 | Équateur               | Estadio Nacional (Lima)                       |                                               |
| | Ambrois 26e, 29e (pen.), 57e, 74e · Sasía 87e | (2 - 2) | Larraz 12e, 40e (pen.) | Spectateurs : 50 000 Arbitrage : Erwin Hieger | Spectateurs : 50 000 Arbitrage : Erwin Hieger |
| Bernardico - Marichal, Santamaría - González, Lescano, Miramontes - A. Fernández, Ambrois, Méndez ( 46e Sasía), Carranza ( 74e Pippo), Roque | Équipes                                       | Yu Lee - Gonzabay, Macías - Solórzano ( Galarza), Arguello ( Martínez), Caisaguano - Salcedo, Cantos, Larraz, Vargas ( Merizalde), Cañarte |                        | Spectateurs : 50 000 Arbitrage : Erwin Hieger | Spectateurs : 50 000 Arbitrage : Erwin Hieger |

| 17 mars 1957 | Colombie   | 1 – 0 | Uruguay | Estadio Nacional (Lima)                       |                                               |
| | Arango 28e | (1 - 0) |         | Spectateurs : 50 000 Arbitrage : Pedro Di Leo | Spectateurs : 50 000 Arbitrage : Pedro Di Leo |
| E. Sánchez - Zuluaga, Viáfara - Díaz, I. Sánchez, Rubio - Carrillo, Gutiérrez, Arango, Gamboa, Valencia ( Aragón) | Équipes    | Bernardico - Marichal, Santamaría - González, Lescano, Castro - A. Fernández ( 46e Campero), Ambrois, Méndez, Sasía, Roque |         | Spectateurs : 50 000 Arbitrage : Pedro Di Leo | Spectateurs : 50 000 Arbitrage : Pedro Di Leo |

| 20 mars 1957 | Argentine                                        | 4 – 0 | Uruguay | Estadio Nacional (Lima)                       |                                               |
| | Maschio 7e, 73e · Angelillo 48e · Sanfilippo 83e | (1 - 0) |         | Spectateurs : 40 000 Arbitrage : Erwin Hieger | Spectateurs : 40 000 Arbitrage : Erwin Hieger |
| Domínguez - Dellacha, Vairo - Giménez, Rossi ( 75e Guidi), Schadlein - Corbatta, Maschio, Angelillo, Sívori ( 80e Sanfilippo), Cruz | Équipes                                          | Bernardico - Correa, Santamaría - González, Lescano, Miramontes - Campero, Ambrois, Pippo ( 61e Méndez), Carranza ( 65e Sasía), Roque |         | Spectateurs : 40 000 Arbitrage : Erwin Hieger | Spectateurs : 40 000 Arbitrage : Erwin Hieger |

| 23 mars 1957 | Uruguay                                   | 5 – 3 | Pérou                                   | Estadio Nacional (Lima)                        |                                                |
| | Ambrois 22e, 48e, 60e, 75e · Carranza 26e | (2 - 1) | Terry 3e · Seminario 81e · Mosquera 83e | Spectateurs : 55 000 Arbitrage : Bertley Cross | Spectateurs : 55 000 Arbitrage : Bertley Cross |
| Taibo - Correa, Santamaría - González ( 54e R. Fernández), Gonçalves, Miramontes - Campero, Ambrois, Pippo ( 46e Sasía), Carranza, Roque | Équipes                                   | Felandro - Delgado, Cavero - Lazón, Gutiérrez ( Calderón), Salas - Villalba ( Rovay), Ruiz ( López), Terry, Mosquera, Seminario |                                         | Spectateurs : 55 000 Arbitrage : Bertley Cross | Spectateurs : 55 000 Arbitrage : Bertley Cross |

| 28 mars 1957 | Uruguay                        | 3 – 2 | Brésil                  | Estadio Nacional (Lima)                       |                                               |
| | Campero 15e, 23e · Ambrois 17e | (3 - 0) | Evaristo 68e · Didí 70e | Spectateurs : 50 000 Arbitrage : Erwin Hieger | Spectateurs : 50 000 Arbitrage : Erwin Hieger |
| Taibo - Correa, Santamaría - González, Gonçalves ( 78e Lescano), Miramontes - Campero, Ambrois, Pippo ( 75e Sasía), Carranza, Roque | Équipes                        | Gilmar - Djalma Santos, Édson - Zózimo, Roberto Belangero ( Zito), Nílton Santos ( Olavo) - Joel, Didí, Evaristo, Zizinho ( Dino Sani), Pepe |                         | Spectateurs : 50 000 Arbitrage : Erwin Hieger | Spectateurs : 50 000 Arbitrage : Erwin Hieger |

| 1er avril 1957                                                                                          | Uruguay                 | 2 – 0                                                                                                   | Chili | Estadio Nacional (Lima)                       |                                               |
| | Campero 28e · Roque 40e | |       | Spectateurs : 55 000 Arbitrage : Erwin Hieger | Spectateurs : 55 000 Arbitrage : Erwin Hieger |
| Taibo - Correa, Santamaría - González, Gonçalves, Miramontes - Campero, Ambrois, Pippo, Carranza, Roque | Équipes                 | Nietsche - Almeida, Peña - Ortiz, Valdés, G. Carrasco - Ramírez Banda, Picó, Robledo, Fernández, Aguila |       | Spectateurs : 55 000 Arbitrage : Erwin Hieger | Spectateurs : 55 000 Arbitrage : Erwin Hieger |